# The Colour Room
The Colour Room ist ein Filmdrama von Claire McCarthy. Es handelt sich um eine Filmbiografie über die britische Keramikkünstlerin Clarice Cliff. Der Film ist seit Mai 2022 in Deutschland bei Sky Cinema und auf Abruf verfügbar.

## Handlung
Clarice Cliff ist eine lebhafte junge Frau. Sie stammt aus der Arbeiterklasse, lebt mit ihrer verwitweten Mutter Ann und ihrer jüngsten Schwester Dot zusammen und arbeitet in den 1920er Jahren in einer Fabrik in den britischen Midlands. Da sie vor Ideen für Formen und Farben nur so übersprudelt, wechselt sie von einer Fabrik zur anderen und wird dabei immer wagemutiger. Besonders den exzentrischen Fabrikbesitzer Colley Shorter kann sie mit ihrem Talent beeindrucken. Mitten in der Weltwirtschaftskrise sichert sie das Überleben der Fabrik und ebnet sich selbst den Weg für eine Karriere als eine der größten Art-déco-Designerinnen.

## Biografisches

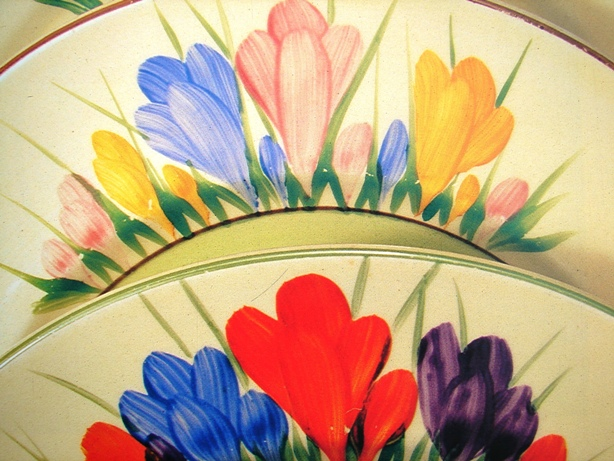
Clarice Cliff wurde als Art-déco-Designerin bekannt

Clarice Cliff wurde 1899 in Staffordshire als Kind aus der Arbeiterklasse geboren. Im Alter von nur 13 Jahren wurde sie zur Arbeit in die Töpferei geschickt. Als Cliff im Jahr 1972 starb, war sie zu einer der wichtigsten Art-déco-Designerinnen avanciert und hatte lange Jahre die künstlerische Abteilung einer Keramikfabrik geleitet.

## Produktion

### Filmstab, Besetzung und Synchronisation
Regie führte Claire McCarthy. Es handelt sich nach The Waiting City, Cross Life und Ophelia um ihren vierten Spielfilm. Das Drehbuch schrieb Claire Peate.
Phoebe Dynevor spielt in der Hauptrolle Clarice Cliff. Sie ist besonders durch ihre Rolle der Daphne in der Netflix-Serie Bridgerton bekannt. Der exzentrische Fabrikbesitzer Colley Shorter, der Cliffs Talent erkannte und sie auf das Royal College of Art in London schickt, wird von Matthew Goode gespielt. In weiteren Rollen sind David Morrissey, Darci Shaw und Luke Norris zu sehen.
Die deutsche Synchronisation entstand nach einem Dialogbuch von Hilke Flickenschildt und der Dialogregie von Guido Kellershof im Auftrag der Level 45 GmbH, Berlin.

### Dreharbeiten

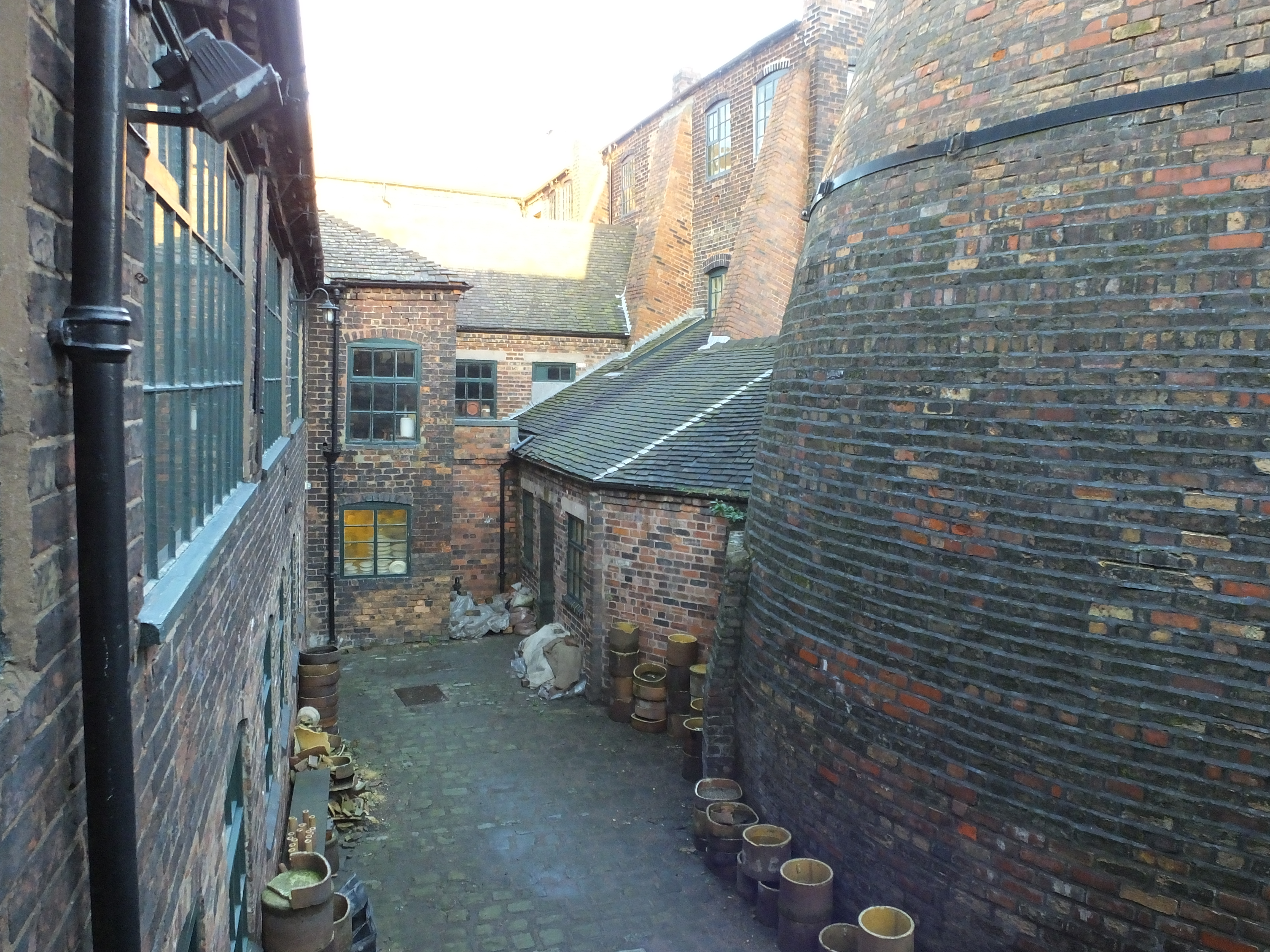
Einer der Drehorte: Das Gladstone Pottery Museum in Longton

Die Dreharbeiten fanden ab März 2021 in Cliffs Heimatstadt Stoke-on-Trent in den englischen Midlands (Staffordshire) und in Birmingham statt. Zudem entstanden Aufnahmen im Gladstone Pottery Museum in Longton. Als Kameramann fungierte Denson Baker.

### Filmmusik und Veröffentlichung
Die Filmmusik komponierte Nitin Sawhney. Das Soundtrack-Album mit insgesamt 22 Musikstücken wurde im November 2021 von SATV als Download veröffentlicht.
Der Film wurde am 12. November 2021 im Vereinigten Königreich bei Sky Cinema veröffentlicht. Im Dezember 2021 wurde er in Saudi-Arabien beim ersten Red Sea International Film Festival gezeigt. Ende April, Anfang Mai 2022 sind Vorstellungen beim Prague International Film Festival (Febiofest) geplant. Seit 2. Mai 2022 ist der Film in Deutschland bei Sky Cinema und auf Abruf verfügbar.

## Auszeichnungen
Australian Directors Guild Awards 2022
- Nominierung für die Beste Regie – Feature Film mit einem Budget über 1 Million Dollar (Claire McCarthy)[14]